# Три великі задачі старовини
Три великі задачі старовини — геометричні задачі, яким стародавні греки не знайшли розв'язків за допомогою циркуля та лінійки, але вважали, що ці розв'язки можливі. Це:
- 1. Квадратура круга — побудова квадрата, рівновеликого даному кругу (завдання про квадратуру круга),
- 2. Подвоєння куба — побудова куба, об'єм якого вдвічі перевищує об'єм даного (завдання про подвоєння об'єму куба),
- 3. Трисекція кута — розбиття кута на три рівні частини (завдання про трисекцію кута).

У XIX столітті було доведено, що всі три задачі нерозв'язні циркулем та лінійкою. Питання можливості побудови повністю вирішене алгебраїчними методами, основаними на теорії Галуа.
Таким чином, ці задачі виявилися розв'язними за допомогою інших, сильніших аналітичних засобів. Але їхня значущість у математиці й у науці велика, вони суттєво вплинули на подальший розвиток багатьох розділів математики. Суперечливість і неможливість доведення за допомогою одних засобів і можливість розв'язання їх за допомогою інших, сильніших, виявилося потужним поштовхом у розвитку математики, її основ і філософії.